# Хосе Франсиско Резек
Хосе Франсиско Режек (18 січня 1944, Крістіна) — бразильський суддя, який служив членом Міжнародного Суду, що базується в Гаазі, Нідерланди, з 1996 по 2006 р. Його прізвище «Rezek» походить з Лівану. Міністр закордонних справ Бразилії (1990—1992).

## Життєпис
Він закінчив Федеральний університет Мінас-Жерайс і практикував як адвокат протягом декількох років. Потім він отримав свій докторський ступінь від Університету Сорбонни в Парижі у 1970-тих роках. Він продовжив свою академічну кар'єру в Англії, отримавши диплом в галузі права в Оксфордському університеті в 1979 р. (Wolfson College), прослухав курси підвищення кваліфікації та досліджень в Гарвардському університеті (1965) і в Гаазькій академії міжнародного права (1968).
Він був професором міжнародного права і конституційного права в Університеті Бразиліа з 1971 по 1997 році, а потім став головою Департаменту права (1974—1976) і деканом факультету соціальних досліджень (1978—1979). Він переїхав до Ріо-де-Жанейро і працював професором міжнародного права в інституті Ріо-Бранко (офіційна дипломатична школа Бразилії) (1976—1997). Резек працював лектором в Гаазькій академії міжнародного права (1986) і в інституті відносин міжнародного публічного права і міжнародних в Салоніках, Греція (1989).
Резек також є президентом декількох конференцій, лектором і екзаменатором професорських конкурсів в провідних бразильських університетах (з 1971). Нині він професор теорії міжнародного права в Університетському центрі Бразиліа (UniCEUB). Він став прокурором республіки у 1972 році; і заступником Генерального прокурора Республіки з 1979 по 1983 р. У березні 1983 року він став суддею у Верховному суді Бразилії, який призначається президентом за згодою Сенату. У віці 39 років він пішов у відставку в березні 1990 і знову був призначений у квітні 1992 року, але вийшов у відставку в 1997 році.
Він був міністром закордонних справ Бразилії з березня 1990 року по квітень 1992 року і був Членом Постійного арбітражного суду з 1987 року.